# جاد المالح
جاد المالح فنان وكوميدي مغربي يهودي ولد في الدار البيضاء بالمغرب عام 1971، نشأ داخل أسرة يهودية مغربية، يتحدث العربية (اللهجة المغربية) بطلاقة، بالإضافة إلى الامازيغية و الفرنسية والعبرية، ومستوى جيد في اللغة الإنجليزية.

## نشأته وتعليمه
وُلد جاد المالح في 19 أبريل 1971 بأحد أحياء الدار البيضاء لعائلة مغربية يهودية، وترعرع في أسرة متوسطة الحال تهوى الفن، فقد كان والده هو ديفيد المالح الي كان يعمل بالتجارة، ولكنه مارس التمثيل الصامت في شبابه كهاو مع (الدائرة الصديقة الفرنسية بالدار البيضاء، ووالدته هي ريجين المالح، وهو شقيق الممثل والمغني الفرنسي المغربي الأصل أري المالح وشقيق المؤلفة والمخرجة جوديث المالح. التحق جاد المالح في طفولته بالمدرسة الابتدائية بمنطقة المعاريف ثم التحق بمدرسة موسى بن ميمون الثانوية ومدرسة ليوطي الثانوية، وفي عام 1988، عندما كان عمره 17 عامًا رحل إلى كندا واستقر في مونتريال، كيبيك ليلتحق بدراسة العلوم الإنسانية في كلية سانت لورنت ثم اتجه بعد ذلك إلى دراسة العلوم السياسية في جامعة مونتريال. وفي عام 1992 انتقل جاد المالح إلى باريس لدراسة الفن في مدرسة كور فلوران حيث تتلمذ على يد الممثلة الفرنسية إيزابيل نانتي.

## مسيرته الفنية
ظهرت موهبة جاد المالح وشغفه بالتمثيل والغناء وهو في سن مبكرة، فكان يرافق والده إلى المسرح، وشارك وهو في الخامسة من عمره فقط بأحد العروض المسرحية التي كان يؤدي والده فيها دورًا صامتًا، وتمنى في صغره أن يُصبح مثل مايكل جاكسون. كما عرف جاد المالح بشغبه عندما كان تلميذا، وهروبه من مدرسة البعثة الفرنسية عندما كان مراهقا ليرافق المشاغبين مثله لكن في الأحياء الشعبية، يشاركهم مغامراتهم، وانطلاقهم، وأيضا عزفهم على آلة القيثارة، تنبأ له أساتذته بالفشل، لكنه خيب ظنهم، حيث أصبح من كبار الكوميديين في فرنسا، وخارجها.
ذهب إلى كندا من أجل الدراسة وعمره آنذاك 17 سنة. ثم انتقل من مونتريال إلى باريس سنة 1992 من أجل إكمال تحصيله الدراسي. ابتدأت مسيرة جاد المالح مع التمثيل في سنة 1995 حيث قام بأداء أول عروضه الفكاهية على خشبات المسارح الفرنسية، فكانت البداية مع عرض Décalage الذي قدم على مسرح تريفيزو من إخراج إيزابيل نانتي، ولكن محطته مع النجومية كانت في عرضه الكوميدي La vie normale (الحياة العادية) والتي جال بها في دول عديدة كفرنسا، كندا والمغرب. بعد هذا العرض كان الموعد مع عرضه L'autre c'est moi (الآخر هو أنا) والذي لاقى نجاحا باهرا في فرنسا وكندا والولايات المتحدة الأمريكية، نجاح وضعه في قمة عرش الفكاهة الفرنسية، حيث ثم اختياره في يناير 2007 كأكثر الشخصيات الفرنسية مرحا. يقوم حاليا جاد المالح بجولة فنية في أوروبا وأمريكا الشمالية يقدم فيها آخر عروضه الكوميدية أبي فوق الخشبة.
وإلى جانب العروض المسرحية، نشط جاد المالح في تأدية مجموعة من الأفلام إلى جانب كبار الفنانين الفرنسيين، فكان أول أدواره السينمائية عام 1996 في فيلم مرحبا ابن العم! للمخرج مرزاق علواش، ثم توالت مشاركاته في السينما حيث أدى أدوارا تنوعت ما بين الكوميديا والدراما مثل دوره في فيلم «قطار الحياة» الذي صدر عام 1998، ودوره في الفيلم الذي صدر في نفس العام «امرآة كأي امرأة». ثم شهد العام 2001 انطلاقة جاد المالح السينمائية الحقيقية عندما حل بديلًا للمثل الفرنسي فنسنت إلباز في دور دوف ميمران في الجزء الثاني من فيلم «الحقيقة إذا كذبت!»، والذي ألفه توماس جيلو، كما شارك جاد المالح في نفس العام في بطولة الفيلم الكوميدي الرومانسي «إي بلس بولو» إلى جانب الممثلة البلجيكية سيسيل دو فرانس. وفي عام 2003، قدم جاد المالح للسينما فيلمه الكوميدي «شوشو» الذي شارك في كتابته أيضًا ولعب فيه دور البطولة إلى جانب آلان شبات، وهو الفيلم المستوحى من مسرحية «الحياة العادية» التي سبق له أن أداها على المسرح. وفي عام 2005، شارك جاد المالح في بطولة الفيلم الكوميدي أوليه إلى جانب الممثل الفرنسي جيرار ديبارديو، ثُم في عام 2006 قام شخصية فرانسوا بيجنون الأسطورية في الفيلم الكوميدي «الدوبلير» الذي كتبه وأخرجه فرانسيس فيبر، واشترك في بطولته داني بون وأليس تاجليوني. شارك جاد المالح في نفس العام أيضًا إلى جانب الممثلة الفرنسية أودري تاتو في بطولة فيلم الكوميديا الرومانسية «لا ثمن له» للمخرج بيير سلفادوري. وفي عام 2008، اشترك جاد المالح مع ريتشارد بيري في بطولة فيلم الدراما الكوميدية «مثل والدك» للمخرج ماركو كارمل.
أخرج جاد المالح بعد ذلك فيلمه الطويل الأول «كوكو» وهو فيلم كوميدي أعاد فيه مُجددا تقديم نفس الشخصية التي سبق أن قدمها على المسرح في عرض «الحياة العادية». تباينت آراء النقاد حول الفيلم، فرأت صحيفة لوموند على سبيل المثال أن الفيلم أخلص كثيرا للسيناريو، والذي افتقر إلى الموضوع، كما افتقر الفيلم إلى الاتساق بين شخصياته الثانوية بعد تحويلها إلى أدوار مساندة. وفي عام 2010 شارك جاد المالح إلى جانب ميلاني لوران وجان رينو في بطولة فيلم الدراما التاريخية «جمع الشمل» من إخراج روزلين بوش، وقد حقق الفيلم نجاحا كبيرا، وراح جاد المالح بعد الانتهاء منه يستكمل جولاته لتقديم عرضه المسرحي «أبي فوق الخشبة» الذي استمر لمدة عامين على مسارح فرنسا مثل مسرح قصر الرياضة في باريس.
ومع بدايات عقد 2010، بدأ جاد المالح يقتحم السينما الأمريكية من خلال المشاركة بالتمثيل في الفيلم الخيالي الكوميدي «منتصف الليل في باريس» من تأليف وإخراج وودي آلن، ثم من خلال لعب دور عمر بن صلاح في النسخة الأصلية وفي النسخة الناطقة بالفرنسية من فيلم الرسوم المتحركة الرائج «مغامرات تان تان: سر اليونيكورن»، من إخراج ستيفن سبيلبرج، كما شارك جاد المالح أيضًا بأدوار صغيرة في عدة أفلام كوميدية أمريكية أخرى منها على سبيل المثال فيلم جاك وجولي بطولة آدم ساندلر وكاتي هولمز وآل باتشينو. وفي عام 2012 شارك إلى جانب صوفي مارسو في بطولة الفيلم الكوميدي الرومانسي «السعادة لا تحدث بمفردها» للمخرج جيمس هوث، ثم خاض جاد المالح في نفس العالم ثالث تجاربه في الدراما من خلال المشاركة في فيلم «العاصمة» الذي شارك في كتابته وأخرجه كوستا جافراس.
اتجه جاد المالح بعد ذلك إلى الإعلانات، فشارك في عام 2013 في حملة إعلانية لبنك كريدي ليونيه، وقد لاقت الحملة استحسانًا كبيرًا من الجمهور، لدرجة دفعت صحيفة لو نوفيل أوبزرفاتور إلى أن تصفه بالشخصية الأكثر إضحاكا على الويب. وفي نفس العام انضم جاد المالح إلى فرقة ليزنفواريس، ثم لعب دورًا مساندًا في فيلم الكوميديا الدرامية ذو الميزانية الضخمة «زبد الأيام»، والذي أخرجه ميشيل جوندري. وفي عام 2016، اشترك جاد المالح مع كيف آدامز في تقديم عرض مسرحي بعنوان «كل شيء ممكن»، وقد أذيع هذا العرض على تليفزيون متروبول في 24 نوفمبر 2016، وحظي بأكثر من 4.11 مليون مشاهد، أو ما يعادل حوالي 16.7% من سوق العروض المسرحية. لم يلاقي المسلسل القصير «أزمة في ستة مشاهد» الذي شارك في تمثيله جاد المالح وأخرجه وودي آلن وعرض في أكتوبر 2016 نفس النجاح السابق لأعماله، ولكن في عام 2017 استطاع جاد المالح أن يعوض هذا الفشل عندما قدم أول عرض له على منصة نتفليكس الرقمية تحت عنوان «الحلم الأمريكي»، وحقق العرض نجاحا متوسطا، ثم عاد جاد المالح ليشارك في النسخة الفرنسية من البرنامج الكوميدي الأمريكي الشهير ساترداي نايت لايف، والتي عرضت على تليفزيون متروبول غير أن البرنامج توقف بعد فترة وجيزة من بداية عرضه.
وفي أبريل 2019 عرضت منصة نتفليكس المسلسل الكوميدي «هيوج في فرنسا» والذي لعب فيه جاد المالح دورًا رئيسيا، غير أن المسلسل تلقى تقييمات سيئة في فرنسا وفي الولايات المتحدة كذلك. عاد جاد المالح بعد ذلك إلى خشبة المسرح من جديد ليقدم على مسرح الميدلاين إلى جانب فيليب ليلوش عرضًا مسرحيا بعنوان «الدعوة» من إخراج لوسي جين. وفي 1 يناير 2020، عرض تليفزيون متروبول في بث مباشر الجزء قبل الأخير من العرض المسرحي الدعوة، والذي حظي بأكثر من 3 ملايين مشاهدًا. كان من المقرر أن يبدأ جاد المالح جولة جديدة على المسارح الفرنسية لتقديم عرضه المسرحي الجديد بعنوان «في الجوار» في ربيع 2020، ولكنها تأجلت بسبب جائحة كورونا.
وفي فيلمه «ابق قليلًا» الذي أنتج عام 2022، روى جاد المالح رحلة تحوله الروحية من ديانة والديه الذان كانا من اليهود المتدينين، إلى المسيحية واكتشافه لمريم العذراء. يقدم الفيلم سيرته الذاتية وصحوته الروحية خلال فترة مراهقته وبعد بلوغه على الديانة الكاثوليكية، ولا سيما اهتمامه بالقديسة برناديت سوبيروس والصعوبات الشخصية التي واجهها لكي يعلن اعتناقه المذهب المسيحي الكاثوليكي، ثم يتطرق الفيلم للقاءات التي حسمت اعتناق جاد المالح للمذهب الكاثوليكي، ومنها لقائه بالأخت كاترين، وهي راهبة من جماعة التطويبات، التي كانت مسؤولة آنذاك عن خدمة الشباب، وكاهن رعية بولوني-بيانكور الذي رافقه في رحلته وتحوله الروحي.
يُغني جاد المالح ويعزف على آلتي الجيتار والبيانو، وقد شارك عدة مرات بالغناء والعزف في عدد من الأفلام والعروض المسرحية مثل أغنية نهاية فيلم موفي فوي التي غناها بالاشتراك مع المغنية الجزائرية سعاد ماسي عام 2006، وأغنية «كيف يمكنني السماح لك بالذهاب» التي غناها وعزفها على البيانو عام 2012 في فيلم «السعادة لا تأتي وحدها»، كما ألف الموسيقى التصويرية لفيلم «زبد الأيام»، واشترك مع فرقة إليانز إثنيك في كتابة وأداء المقدمة والفاصل في ألبومهم الثاني «عودة الدهون» الذي صدر عام 1999، وشارك مع مغني الراب الجزائري الأصل لالجيرينو في أداء أغنيته التي صدرت عام 2011 ضمن الألبوم الموسيقي لدي جي عبدال. وخلال أعوام 2003 و2004 و2013 شارك جاد المالح مع فرقة ليز انفواريس في عروضها الموسيقية، كما قام بأداء أغنية «في طين النمذجة» في الجزء الثاني من عرض الميوزكال «لو سولدات روز» من تأليف فرانسيس كابريل. وفي عام 2013، قدم جاد المالح ومات بوكورا أغنيتهما الثنائية «الغناء تحت المطر»، كما قدم في نفس العام أغنية «نيويورك، نيويورك» بالاشتراك مع المغني الكندي جارو، وصدرت الأغنيتان ضمن ألبوم «جنتلمان للأبد»، ثم شارك جاد المالحمع المغنية الكاميرونية إيرما في أداء أغنية «أليست جميلة»، والتي كانت أغنية الغلاف لألبوم ستيفي وندر. وفي 2015 اشترك جاد المالحح مع فرقة مشروع ليما في أداء أغنية رقصة المرح.

## أعماله

### الأفلام
| سنة العرض | اسم العمل                                                  | الدور                      | ملاحظات               |
| --------- | ---------------------------------------------------------- | -------------------------- | --------------------- |
| 1994      | مانيفيل                                                    |                            | فيلم قصير             |
| 1996      | مرحبا ابن العم!                                            | عليلو                      |                       |
| 1997      | إكس إكس لارج                                               | سامي                       |                       |
| 1997      | تحيا الجمهورية!                                            | أنطوان                     |                       |
| 1998      | الأخوات هاملت                                              | مالو                       |                       |
| 1998      | قطار الحياة                                                | مانزاتو                    |                       |
| 1998      | الرجل امرأة كأي امرأة أخرى                                 | ديفيد أبلباوم              |                       |
| 1999      | نفعل ما قلناه                                              | تيري                       |                       |
| 1999      | Les Petits Souliers                                        |                            | فيلم قصير             |
| 1999      | المهرج                                                     |                            | فيلم قصير             |
| 1999      | من مصدر موثوق                                              |                            | فيلم قصير             |
| 1999      | واصلة                                                      |                            | فيلم قصير             |
| 2000      | الحياة الثانية                                             | ليونيل                     |                       |
| 2000      | يا إلهي، الطبيعة جيدة الصنع!                               |                            | فيلم قصير             |
| 2001      | الحقيقة إذا كذبت! (الجزء الثاني)                           | دوف ميمران                 |                       |
| 2001      | إي بلس بولو                                                | هالفارد سانز               |                       |
| 2001      | الأشخاص الذين يرتدون ملابس السباحة ليسوا (بالضرورة) سطحيين | جيمي                       |                       |
| 2003      | لا بيوز                                                    | خبير المخدرات              |                       |
| 2003      | شوشو                                                       | شوشو                       |                       |
| 2003      | مفاتيح السيارة                                             | بشخصه                      |                       |
| 2004      | الوصايا الإحدى عشرة                                        | بشخصه                      |                       |
| 2004      | أوليه!                                                     | رامون هولجادو              |                       |
| 2004      | باب الواب                                                  | مظهر                       |                       |
| 2005      | البطانة                                                    | فرانسوا بيجنون             |                       |
| 2006      | لا يقدر بثمن                                               | جان                        |                       |
| 2007      | مثل والدك                                                  | فيليكس                     |                       |
| 2009      | كوكو                                                       | كوكو                       |                       |
| 2010      | تقرير إخباري                                               | شموئيل وايزمان             |                       |
| 2011      | منتصف الليل في باريس                                       | المحقق تيسيرانت            |                       |
| 2011      | مغامرات تان تان: سر وحيد القرن                             | عمر بن صلاد                |                       |
| 2012      | الدكتاتور                                                  | متظاهر مظلوم في الودية     |                       |
| 2012      | جاك وجولي                                                  | طباخ آل باتشينو            |                       |
| 2012      | السعادة لا تأتي وحدها أبدًا                                 | ساشا                       |                       |
| 2012      | السادة                                                     | ريان زياني                 |                       |
| 2012      | العاصمة                                                    | مارك تورنيويل              |                       |
| 2013      | زبد الأيام                                                 | تشيك                       |                       |
| 2014      | عشر دقائق في أمريكا                                        | (منتج ومخرج وكاتب سيناريو) | فيلم وثائقي تليفزيوني |
| 2016      | باتايا                                                     | المغربي                    |                       |
| 2016      | أوركسترا منتصف الليل                                       | الحاخام موشيه              |                       |
| 2017      | مدحني!                                                     | معلم التاي تشي تشوان       |                       |
| 2021      | فلاش باك                                                   | روبسبير                    |                       |
| 2021      | عقل أرجواني                                                |                            | فيلم قصير             |
| 2022      | ابق قليلا                                                  | بشخصه                      |                       |
| 2023      | أليبي دوت كوم (الجزء الثاني)                               | حفيظ                       |                       |

### التليفزيون
| سنة العرض | اسم العمل                                              | الدور    | ملاحظات                                       |
| --------- | ------------------------------------------------------ | -------- | --------------------------------------------- |
| 1994      | لفواكه والخضروات                                       | رضا بدوي |                                               |
| 1997      | عيد الميلاد في باغز باني                               |          |                                               |
| 1999      | على دراجة هوائية                                       |          |                                               |
| 2001      | برجر كويز                                              | المقدم   |                                               |
| 2010      | ساعتين من الضحك مع جاد المالح                          |          | عُرض على قناة القناة الأولى للتليفزيون الفرنسي |
| 2010      | صنع في جميل                                            |          | سلسلة اسكتشات لللمخرج جمال دبوز               |
| 2011      | تيليثون 2011                                           |          | مع سيريل حنونة                                |
| 2011      | زاك                                                    |          | الحلقة السابعة                                |
| 2011      | مراكش الضحك 2011                                       |          |                                               |
| 2012      | مراكش الضحك 2012                                       |          |                                               |
| 2013      | الجمعة كل ما يجري مع آرثر                              |          | عُرض على قناة القناة الأولى للتليفزيون الفرنسي |
| 2013      | التحكم عن بعد                                          |          |                                               |
| 2013      | كجزء من مجموعة لعبة العائلات السبع                     |          | حلقة: مرحبًا بكم في الصين                      |
| 2015      | مراكش الضحك 2015                                       |          |                                               |
| 2016      | أزمة في ستة مشاهد                                      |          | الحلقتان الخامسة والسادسة                     |
| 2017      | النسخة الفرنسية من البرنامج الأمريكي ساترداي نايت لايف |          |                                               |
| 2018      | هيوج في فرنسا                                          |          | عُرض على منصة نتفليكس                          |
| 2023      | هههه: من يضحك يخرج!                                    |          | عُرض على منصة أمازون برايم                     |

### العروض المسرحية
| سنة العرض | اسم العمل                        | الدور             |
| --------- | -------------------------------- | ----------------- |
| 2008      | الآخر هو أنا                     |                   |
| 2011      | أبي فوق الخشبة                   |                   |
| 2015      | 20 على المسرح                    |                   |
| 2016      | كل شيء ممكن                      |                   |
| 2019      | برناديت دي لورد (مسرحية موسيقية) | (شريك في الإنتاج) |

### الأداء الصوتي
| سنة العرض | اسم العمل                                 | الدور                                                     |
| --------- | ----------------------------------------- | --------------------------------------------------------- |
| 2000      | دكتور دوليتل (الجزء الثاني)               | صوت آرتشي في النسخة المدبلجة بالفرنسية                    |
| 2007      | فيلم النحلة                               | صوت باري بي بينسون في النسخة المدبلجة بالفرنسية           |
| 2010      | أنا الحقير                                | صوت غرو في النسخة المدبلجة بالفرنسية                      |
| 2011      | وحش في باريس                              | صوت راؤول في النسخة الأصلية وفي النسخة المدبلجة بالفرنسية |
| 2013      | أنا الحقير (الجزء الثاني)                 | غرو في النسخة المدبلجة بالفرنسية                          |
| 2015      | المينيون                                  | غرو الصغير في النسخة المدبلجة بالفرنسية                   |
| 2017      | أنا الحقير (جزء الثالث)                   | غرو في النسخة المدبلجة بالفرنسية                          |
| 2020      | غرو والمنيون لديهم رسالة لك               | غرو في النسخة المدبلجة بالفرنسية                          |
| 2022      | المينيون (الجزء الثاني): كان ياما كان غرو | غرو في النسخة المدبلجة بالفرنسية                          |
| 2024      | أنا الحقير (الجزء الرابع)                 | غرو في النسخة المدبلجة بالفرنسية                          |

## التكريمات والجوائز
حظي جاد المالح بتكريم العديد من الجهات ومُنح العديد من الأوسمة والنياشين منها وسام الفنون والآداب الفرنسي من درجة الضابط عام 2011، ووسام الفنون والآداب الفرنسي من درجة الفارس عام 2006، وقلده فيليب كويلارد رئيس وزراء مقاطعة كيبيك الكندية في 16 مايو 2017 نيشان كيبيك الوطني من درجة الفارس. ترشح جاد المالح أيضًا لنيل جائزة سيزار لأفضل ممثل لعام 2004 عن دوره في فيلم شوشو خلال فعاليات الدورة التاسعة والعشرين للجائزة التي تمنحها أكاديمية الفنون والتقنيات السينمائية، ثُم ترشح عام 2010 لنيل جائزة بروتوس لأفضل مخرج عن فيلم كوكو، كما نال عددا من الجوائز كان من أهمها ما يلي:
- جائزة أفضل عرض فردي من مؤسسة المؤلفين والملحنين ومنتجي الموسيقى عام 2004.
- جائزة أفضل عرض فردي من مؤسسة المؤلفين والموزعين الدراماتيكيين عام 2006.
- جائزة كريستال غلوب أووردز لأفضل عرض فردي عام 2006 عن العرض المسرحي «الحياة العادية».
- جائزة السينما الأوروبية للفنان الفرانكفوني المتميز في مقاطعة كيبيك عام 2010.
- جائزة كريستال غلوب أووردز لأفضل عرض فردي عن العرض المسرحي «سان تامبور».

## حياته الشخصية
ارتبط جاد المالح بعلاقة غرامية مع الممثلة ماري فوجين، ثم انفصلا وارتبط بعازفة التشيلو سابين لاجارد، ثم ارتبط بالممثلة الفرنسية آن بروشيه، وأنجب منها ابنه نوي في 1 نوفمبر 2000، قبل أن ينفصلا عن بعضهما البعض في 2002، وقد دخل ابنهما نوي المالح مجال عروض الأزياء في عام 2017. ارتبط جاد المالح بعد ذلك بعلاقة غرامية مع الممثلة الوالاستعراضية أوريلي دوبونت، واستمرت علاقتهما من 2004 وحتى 2008، وفي 2008 جمعت جاد المالح والممثلة الشابة نورا أرنيزدير قصة حب استمرت لفترة وجيزة، قبل أن يرتبط في نهاية عام 2009 بالصحفية ماري دراكر، وهي العلاقة التي استمرت حتى سبتمبر 2010. وفي ديسمبر 2011، ارتبط جاد المالح بعلاقة غرامية مع الأميرة شارلوت كاسيراغي ابنة الأميرة كارولين أميرة موناكو، والتي تصغره بنحو 15 عامًا، وقد تداولت العديد من المصادر أنباءًا تفيد بزواجهما في 14 سبتمبر 2013، إلا أن جاد المالح نفي الخبر بصحيفة واشنطن بوست الأمريكية. وفي 17 ديسمبر 2013 أنجب جاد المالح وشارلوت كاسيراغي ابنهما رافائيل في موناكو، والذي ينحدر من عائلة موناكو الأميرية ولكنه مع ذلك لا يظهر في ترتيب خلافة عرش موناكو مما يؤكد كونه طفلًا غير شرعيا. عمد رافائيل في 25 يونيو 2014، في إمارة موناكو ووفقًا للتقليد الكاثوليكي، وهو المذهب الرئيسي في موناكو، وليس وفقًا للطقوس التقليدية للديانة اليهودية. وفي أكتوبر 2015، انفصل جاد المالح وشارلوت كاسيراغي، وهو الانفصال الذي تحدث عنه جاد المالح بعد ذلك على خشبة المسرح.

## مواقفه
اشتهر جاد المالح أيضًا بالتأييد والتضامن مع وطنه الأم المغرب، حيث قام سنة 2004 بأعمال تضامنية ساند فيها ضحايا زلزال الحسيمة بالمغرب الذي حدث في 24 فبراير من السنة نفسها. عام 2006 اختاره الفرنسيون ليكون الفنان الكوميدى الفرنسي الأول لذلك العام

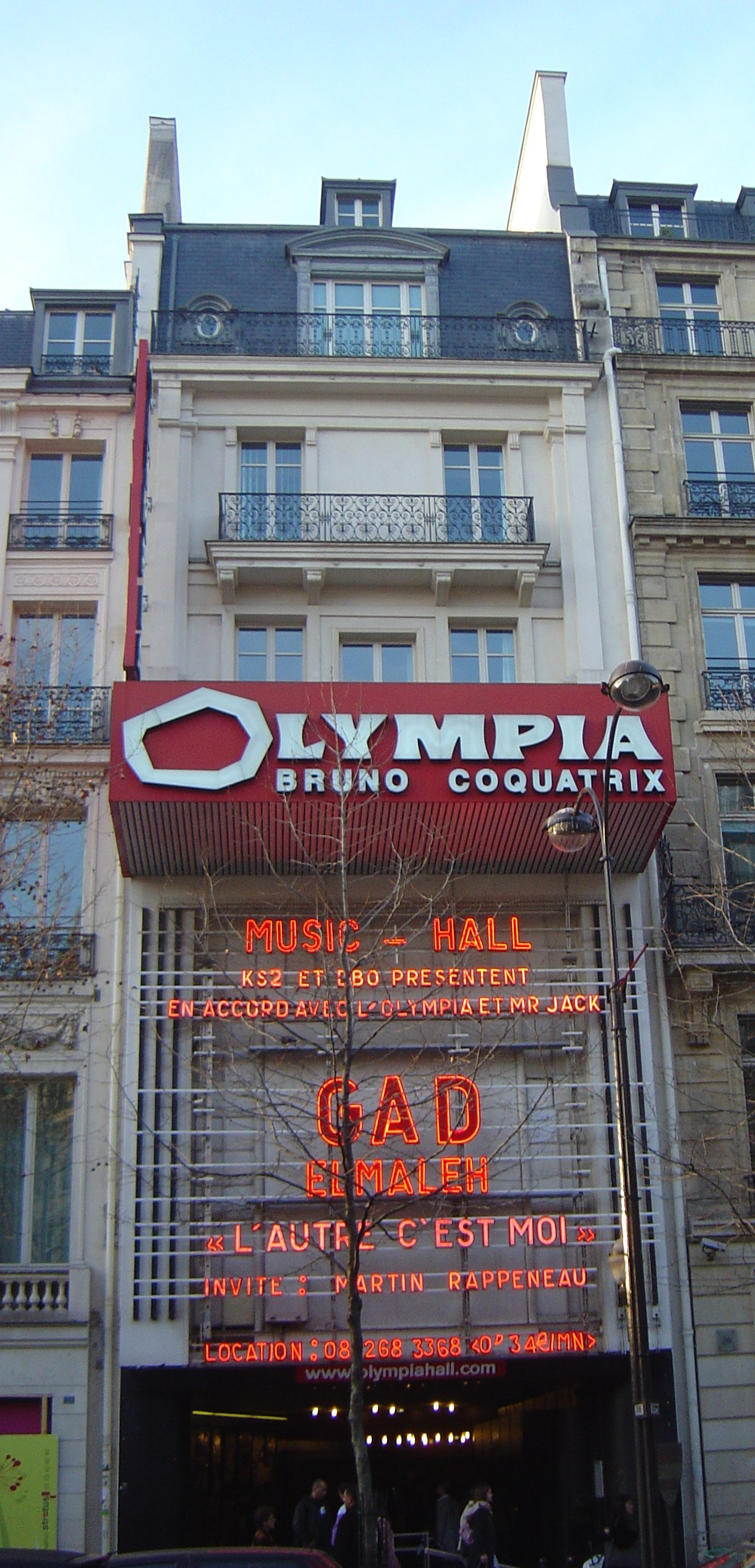
قاعة أوليمبيا Olympia الشهيرة في باريس التي عرض فيها جاد المالح مسرحية الآخر هو أنا.

في عام 2021 اعتنق المسيحية على مذهب الكنيسة الرومانية الكاثوليكية.

### افتخار جاد المالح بمغربيته
- جاد المالح مغربي قبل أن يكون يهوديا أو حتى فرنسيا، وافتخاره بمغربيته حاضر بقوة في حفلاته، وأيضا في زياراته المتكررة للمغرب، فهو يملك منزلا في الحي الذي ولد فيه في الدار البيضاء، وعدد من أفراد عائلته يعيشون في أمان بالدار البيضاء حيث نشأ، فجاد مغربي وأجداده ووالداه لم يجرفهم تيار الهجرة إلى إسرائيل، وبقوا في أرض المغرب إلى يومنا هذا.
- في كل الحفلات الكوميدية التي قدمها جاد يتحدث عن مساره كإنسان مغربي انتقل في سنه السابعة عشرة إلى مدينة كيبك الكندية لدراسة العلوم السياسية ليختار بعدها فرنسا لدراسة المسرح وهناك لمع نجمه ككوميدي. خلال كل هذه الحفلات، وأثناء هذا المسار لم يتحدث جاد نهائيا عن أية رحلة أو مقام في إسرائيل.
- أثيرت ضده حملة في الصحف اللبنانية بسبب إدعاء تلك الصحف ظهوره في صورة مرتديا الزى العسكري لجيش الدفاع الإسرائيلي مما دفعها لأتهامه بأداء الخدمة العسكرية هناك، خلال مقامه بفرنسا لبى جاد دعوة التلفزيون الفرنسي اليهودي للحديث عن أعماله الفنية فقط لا أكثر، وقدم نفسه كمغربي يهودي يعيش في فرنسا، جاد لم يتنكر لمغربيته ولا تنكر ليهوديته، ولا تنكر للبلد الذي أصبح فيه نجما، وأن يكون يهوديا أو يستضاف من قبل تلفزيون يهودي في فرنسا لا يعنيان أنه متعاطف من إسرائيل.

## الانتقادات والدعاوى القضائية
واجه جاد المالح عدة اتهامات بالسرقة الفنية، ففي عام 2015 رفع الفنان الموسيقي سعيد مسكر دعوى قضائية ضد جاد المالح متهمًا إياه بسرقة أحد أعماله الموسيقية، وفي أكتوبر 2017، اتهمت قناة كوبي كوميك المجهولة على موقع يوتيوب جاد المالح وفنانين كوميديين فرنسيين آخرين مثل تومر سيسلي وجمال دبوز ومالك بن طلحة وآرثر بسرقة أعمال لفنانين كوميديين من أمريكا الشمالية وتقديمها في عروضهم. وفي 28 يناير 2019، نشرت قناة كوبي كوميك على موقع يوتيوب مقطع فيديو يعدد أوجه التشابه بين العروض المسرحية والنكات التي يقدمها جاد المالح وبين عروض مسرحية وترفيهية لممثلين كوميديين آخرين مثل جورج كارلين، ومارتن ماتي، ومارتن بيتي، وداني بون، وديودوني، وريتشارد بريور وستيفن رايت وإريك فراتيتشيلي وفيلاج ودونيل جاكسمان، وكولوتشي ودانا كارفي وباتريك هوارد وتيتوف وجيري ساينفيلد. تسبب هذا المقطع لاحقا في توقف مسرح مونتريال عن دعوة جاد المالح لتقديم عروضه الكوميدية فيها. وبدلا من دحض الاتهامات الموجهة ضده والرد على منتقديه نشر جاد المالح في 14 فبراير 2019، على مواقع التواصل الاجتماعي مقطع فيديو ساخر ظهر فيه بشخصية شوشو التي سبق أن أداها على المسرح وفي السينما وسخر في هذا المقطع من منتقديه على شبكة الإنترنت. لجأ جاد المالح بعد ذلك للقضاء، ففي 20 فبراير 2019، طالب محاموه بحذف التغريدات ومقاطع الفيديو التي نشرتها قناة كوبي كوميك على مواقع تويتر ويوتيوب الإضافة إلى الكشف عن هوية من يدير قناة كوبي كوميك على موقع تويتر متهمين مصور الفيديو بالتلفيق والتلاعب، كما اتهم جاد المالح القناة بانتهاك حقوق الملكية من خلال تضمين أجزاء من عروضه الكوميدية في مقاطع الفيديو التي نشرتها دون الحصول على إذن منه. أتت تلك الدعاوى القضائية بتأثير عكسي شبيه بتأثير سترايسند، فبعد أن حذف موقع تويتر التغريدات التي طالب محامو جاد المالح بحذفها، قام المزيد من مُستخدمي شبكات التواصل الاجتماعي بتشر التغريدات ومقاطع الفيديو الخاصة بالقناة على حساباتهم الخاصة.

## روابط خارجية
- جاد المالح على موقع IMDb (الإنجليزية)
- جاد المالح على موقع قاعدة بيانات الأفلام العربية
- جاد المالح على موقع ألو سيني (الفرنسية)
- جاد المالح على موقع ميوزك برينز (الإنجليزية)
- جاد المالح على موقع أول موفي (الإنجليزية)
- جاد المالح على موقع قاعدة بيانات الأفلام السويدية (السويدية)
- جاد المالح على موقع إن إن دي بي (الإنجليزية)
- جاد المالح على موقع أول ميوزيك (الإنجليزية)
- جاد المالح على موقع ديسكوغز (الإنجليزية)
- جاد المالح على موقع قاعدة بيانات الفيلم (الإنجليزية)